# Lista hrabstw w stanie Delaware
Amerykański stan Delaware dzieli się na 3 hrabstwa: Kent, New Castle i Sussex.
W każdym z hrabstw wybiera się organ ustawodawczy (w New Castle i Sussex zwany County Council, a w hrabstwie Kent Levy Court). Władze hrabstw sprawują kontrole nad wysokością podatków, pożyczaniem pieniędzy oraz nad zagospodarowaniem przestrzennym terenu, rozwojem przepisów budowlanych. Ponadto odpowiadają za zaopatrzenie w wodę dla mieszkańców, jak i zarządzają wywozem odpadów i kanalizacją.       
W celu identyfikacji hrabstw United States Census Bureau wykorzystuje kod Federal Information Processing Standard (w skrócie FIPS). Dla stanu Delaware wszystkie kody zaczynają się od liczb 10, kolejne oznaczają już konkretne hrabstwo.

## Lista hrabstw
| Hrabstwo   | kod FIPS | Siedziba hrabstwa | Data założenia | Populacja | Powierzchnia (km²) | Mapa |
| ---------- | -------- | ----------------- | -------------- | --------- | ------------------ | ---- |
| Kent       | 001      | Dover             | 1680           | 162 310   | 2 072              |      |
| New Castle | 003      | Wilmington        | 1673           | 538 479   | 1 279              |      |
| Sussex     | 005      | Georgetown        | 1680           | 197 145   | 3 098              |      |